# Weissenstein (Берн)
Weissenstein є статистичним районом і водночас, як Hardegg/Weissenstein, ідентичним звичайним кварталом у районі Mattenhof-Weissenbühl (III) на півдні Берна. Прилеглі райони Fischermätteli, Mattenhof і Steinhölzli/Weissenbühl. На півдні він утворює межі міст Берн і Коніц або Liebefeld. 
Weissenstein або Hardegg/Weissenstein займає площу 35 гектарів , на якій у 2022 році проживало 2369 людей (2162 швейцарців, 207 іноземців).  Район має відносно низьку частку іноземців для міста 8,7%.
Hardegg — це житловий комплекс, побудований у 2003-2008 роках за проектом архітекторів Matti Ragaz Hitz , Liebefeld, під керівництвом будівельного кооперативу Brünnen-Eichholz, Берн. У 2009 році вона отримала Atu-prix за Бернську будівельну культуру. 
Назва Weissenstein походить від заміського маєтку XVIII століття, який зараз розташований за адресою Hauensteinweg 12. Між 1919 і 1925 роками тут було побудовано селище залізничників, за проектами Франца Трахселя та Отто Інгольда .
Для вуличного ландшафту характерні осі проспектів і центральні площі, які підтримують планово-шаховий порядок поселення. Основні транспортні осі: Шварценбургштрассе (схід), Вайзенштайнштрассе (північ) і Коніцштрассе (захід). На півдні є зелені зони та колишній район Хунцікер , де раніше видобували гравій і де до 2008 року відбувалася масштабна забудова з житловими будинками. Könizbergwald і ще один шматок лісу Steinhölzli знаходяться в безпосередній близькості.
З’єднання з місцевим громадським транспортом здійснюється через сусідні зупинки Bernmobil на лініях 6, 10 і 17.
Weissenstein також є домом для футбольного клубу «FC Weissenstein», який виступає в 4-й лізі. Шаблон:Infobox Quartier von BernШаблон:Infobox Quartier von Bern